# Cafè Raf
El cafè Raf (en rus: раф-кофе, en armeni: Ռաֆ սուրճ) és una beguda de cafè popular en alguns països de l'antic bloc soviètic, que va aparèixer a finals dels anys 90 a Rússia. Es prepara afegint crema i sucre vainillat a un sol espresso, i després escalfant i escumant la barreja amb vapor. Les principals diferències respecte al cafè amb llet són l'ús de sucre vainillat i crema en lloc de llet, i el fet que tota la barreja s'escuma junta en comptes de només la llet. El sucre vainillat sovint es substitueix per xarop.

## Recepta
Primer, es vessa una mica de xarop en el recipient de cafè, després s'afegeixen 35 ml d'espresso. A continuació, s'hi afegeix crema calenta amb un contingut de greix no superior al 30% i sucre vainillat. Tots els ingredients s'escalfen a 66ºC graus en un recipient especial. Sovint, el cafè Raf acabat es decora amb canyella en pols. Hi ha diverses variacions d’aquesta beguda amb ingredients específics, com ara alcohol, mel en comptes de sucre o, fins i tot, lavanda.

## Història
El cafè Raf va aparèixer entre 1996 i 1997 com a resultat d'experiments a la cafeteria "Coffee Bean" de Moscou. Un client habitual, Raphael Timerbaev, va demanar als baristes que li preparessin alguna cosa nova. Com a resultat de l'experiment de tres baristes, Gleb Neveikin, Artem Berestov i Galina Samokhina, es va crear una nova beguda, inicialment anomenada "cafè per a en Raf". Posteriorment, els clients van començar a demanar "el mateix cafè que per a en Raf", i amb el temps el nom es va escurçar a "cafè Raf" o simplement "Raf". Amb els anys, aquesta beguda es va fer popular a totes les cafeteries de Rússia. Avui dia és considerada una beguda de cafè molt popular a Moscou.
El 2018, el cafè Raf es va començar a servir fora de Rússia, en cafeteries d'Ucraïna, Kirguizstan, Kazakhstan, Moldàvia i Belarús. Fora de la Comunitat d'Estats Independents, el cafè Raf és pràcticament desconegut, tot i que algunes fonts indiquen que també es prepara en cafeteries de la República Txeca, Israel, Xipre, Romania i Indonèsia.
Alguns experts russos en cafè critiquen el cafè Raf perquè el gust de la crema i el sucre vainillat ofega gairebé completament l'aroma de l'espresso. Tot i això, reconeixen que aquesta és una de les poques innovacions de cafè originades a Rússia. A més, el fet que sigui una beguda força dolça és considerat un tret distintiu de la cultura del cafè a Rússia.